# サブクローニング

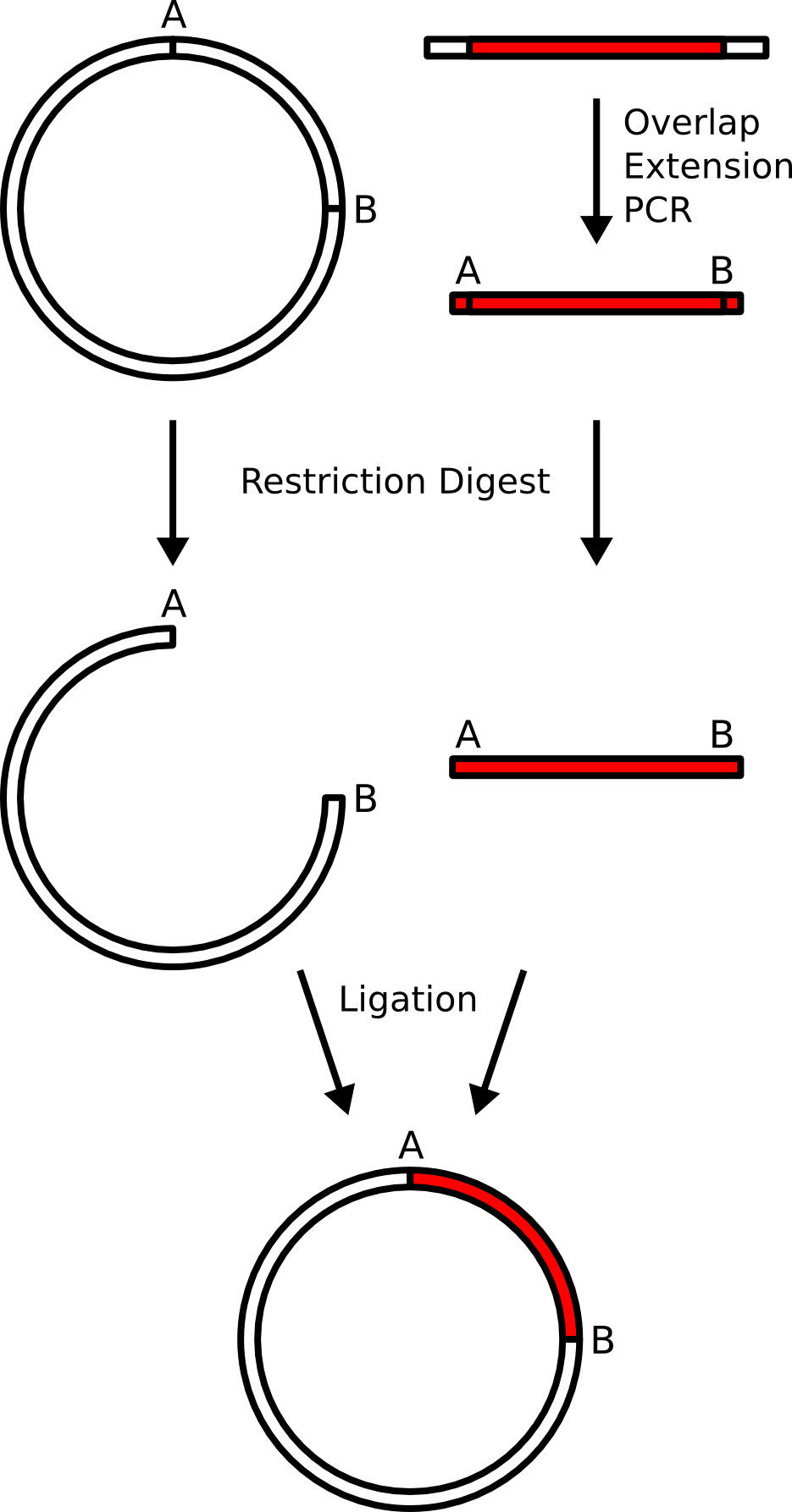
左で概説されているサブクローニングの手順を示す。

分子生物学において、サブクローニング（英: subcloning）は、特定のDNA配列を親ベクターから目的ベクターに移動するために使用される技術である。
サブクローニングは、関連技術である分子クローニングと混同してはならない。

## 手順
まず、制限酵素を使って、親遺伝子から目的の遺伝子（インサートと呼ぶ）を切り出す。インサートは、他のDNA分子から単離するために精製される。一般的な精製方法はゲル分離である。その後、ポリメラーゼ連鎖反応（PCR）を使用して、遺伝子のコピーを増幅する。
同時に、同じ制限酵素を使用して挿入先を消化（切断）する。同じ制限酵素を使う背後にある考え方は、相補的な粘着末端を作成することで、後のライゲーションを容易にするためである。目的ベクター（英: destination vector）のセルフライゲーションを防ぐために、ホスファターゼ（一般的には子牛腸アルカリホスファターゼ、CIAP）も加えられる。消化された目的ベクターは単離し、精製される。
次に、インサートと目的ベクターをDNAリガーゼと混合する。インサート遺伝子と目的ベクターの典型的なモル比は3:1であり、インサート濃度を高めることにより、セルフライゲーションはさらに減少する。反応混合物を特定の温度で一定時間放置すると（ライゲーションする鎖のサイズに依存する。詳細はDNAリガーゼを参照）、インサートは目的プラスミド（英: destination plasmid）に正常に組み込まれるはずである。

### 産物プラスミドの増幅
多くの場合、そのプラスミドを大腸菌のような細菌に形質転換する。細菌が分裂するときにプラスミドも複製されるのが理想的である。最善のシナリオでは、それぞれの細菌細胞がプラスミドの複数コピーを持っているはずである。かなりの数の細菌コロニーが成長した後、それらをミニプレップしてプラスミドDNAを回収することができる。

### セレクション
形質転換された細菌（回収したい所望のプラスミドを持つ細菌）のみを確実に増殖させるために、マーカー遺伝子をセレクション（選択）のため目的ベクターに導入する。典型的なマーカー遺伝子は、抗生物質耐性または栄養素生合成に関するものである。そのため、たとえば「マーカー遺伝子」は、抗生物質アンピシリンに対する耐性を示すものとすることができる。もし、所望のプラスミドを導入するはずの細菌が所望の遺伝子を導入していれば、それらには「マーカー遺伝子」も含まれているはずである。これで、そのプラスミドを導入した細菌はアンピシリンで増殖できるようになる一方、所望のプラスミドを導入しなかった細菌はアンピシリンで破壊を受けやすくなる。それによって、正常に形質転換された細菌は「セレクト」されることになる。

## 事例：細菌プラスミドのサブクローニング
この例では、哺乳類遺伝子ライブラリーからの遺伝子を細菌プラスミド（目的プラットフォーム）にサブクローニングする。細菌プラスミドは環状DNAの断片で、プラスミドの正しい場所に配置された場合、細菌が遺伝子産物の生成（遺伝子発現）を可能にする調節エレメントを含んでいる。その「生産部位」は、互換性のない粘着末端を持った2つの制限酵素切断部位「A」と「B」によって挟まれている。
哺乳類DNAはこうした制限部位を持たないので、オーバーラップ伸長PCR法によって制限部位が組み込まれる。そのプライマーは制限部位を慎重に配置するように設計されており、タンパク質コーディングがインフレームになるように、またタンパク質の両側に最小限の余分なアミノ酸が埋め込まれる。
この新しい制限部位を持った哺乳類遺伝子を含むPCR産物と、目的プラスミドの両方を制限消化にかけ、消化産物をゲル電気泳動で精製する。
互いに互換性のある粘着末端を持つ消化産物を（ただし、それ自身とは互換性のない粘着末端を含む）ライゲーションにかけ、元のプラスミドの背景要素とは異なるインサートを含む新しいプラスミドを作成する。
このプラスミドを細菌に形質転換し、インサートの同一性をDNAシークエンシングにより確認する。

## 参照項目
- クローニング
- 分子クローニング（英語版）
- ポリメラーゼ連鎖反応
- TAクローニング（英語版）